# Богородиця

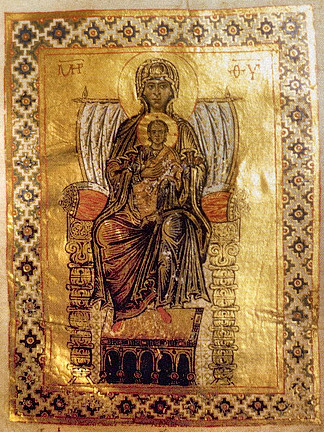
Богородиця (Молитовник Гертруди)

Богоро́диця (грец. Θεοτόκος, Theotokos, МФА: [θeoˈtokos]) — у християнстві один із титулів Діви Марії. Особливо поширений у східнохристиянській традиції. Вказує на те, що Марія народила Бога у плоті — Ісуса Христа, другу Особу Трійці. Вона є матір'ю втіленого Бога-Сина, а передвічного Бога-Отця. Використовується з ІІІ століття в сирійській традиції (ܝܳܠܕܰܬ ܐܰܠܳܗܳܐ‎,, Yoldath Aloho). Затверджений на Ефеському соборі (431). Західнохристиянський відповідник — «Матір Божа», «Богоносиця» (лат. Dei Genetrix, лат. Deipara). В іконописі зображується у вигляді Марії з немовлям Ісусом. Синонімічні титули — Ма́тір Бо́жа, або Богома́тір (грец. Μήτηρ (του) Θεοῦ).

## Богослов'я
Визнання того, що Діва Марія є матір'ю Ісуса Христа, який володіє божественною і людською природою, пов'язане з визнанням того, що Ісус Христос є істинним Богом і істинною Людиною. Тому заперечення того, що діва Марія є матір'ю Ісуса Христа, що є і Богом і Людиною, спотворює ідею Боговтілення і, таким чином, підриває самі основи християнства.
Святитель Кирило Олександрійський писав: «Я здивований, що знаходяться ті, хто сумнівається в тому, слід Пресвяту Діву називати Богородицею чи ні. Бо якщо Господь наш Ісус Христос є Бог, як Пресвята Діва, яка народила Його, що не Богородиця?».
Відомий богослов і історик християнства Ярослав Пелікан писав, що Богородиця — це «та, хто дала народження того, хто є Бог» (англ. the one who gives birth to the one who is God).

## Історія появи терміна
Першим відомим прикладом визнання в Марії Божої Матері було вигук праведної Єлизавети при зустрічі з Марією: «І звідкіля мені це, що прийшла мати Господа мого до мене?» (Лк.1 : 43). Причому, ці слова Єлизавета говорить не за власним розумінням, а по навіюванню Св. Духа (Лк.1 : 41). Важливо мати на увазі, що Єлизавета вигукнула «Матір Господа», а не «Матір Бога» (слово «Господь» в Біблії може бути вжито і по відношенню до Бога, і по відношенню до людини). У даному випадку слово «Господь» стосується Ісуса Христа, який, бувши зачатим в утробі Марії, на той момент вже мав людську природу — на додаток до своєї божественної природи (якою Він, бувши Богом, завжди володів).
Пізніше, апостол Павло писав про те, що Єдинородний Син Божий «народився від дружини» (Гал.4 : 4) і «явився у плоті» (1Тим.3 : 16). Багато Святі Отці II і III століть так чи інакше свідчить про Богоматеринство Марії. Так, святитель Ігнатій Богоносець пише: «Бог наш … по улаштуванню Божу зачатий був Марією із насіння Давидового, але від Духа Святого» [5], а Іриней Ліонський вказує, що «Сам Він (= Бог), Слово, восстановляя в Собі Адама, справедливо отримав народження для відновлення Адама від Марії, Яка була ще дівою».
Церковний історик Сократ Схоластик пише, що найменування «Богородиця» вперше зустрічається у Орігена: «А Оріген, у першому томі своїх тлумачень на послання Апостола до Римлян, оголосив, чому вона називається Богородицею, і детально досліджував цей предмет». Незабаром це найменування стало широко зустрічатися в Олександрійській богословській традиції, зокрема святий Діонісій, єпископ Олександрійський писав у 265 році, виступаючи проти вчення Павла Самосатського: «Скажи, чому ти називаєш Христа відмінним людиною, а не Богом істинним і від усієї тварі поклонялися разом зі Отцем і Святим Духом, воплотившимся від Святої Діви і Богородиці Марії ?». Святитель Петро Олександрійський учив про Ісуса Христа як про народженого «від Святої Славної Владичиці нашої Богородиці …». Аналогічно вживали найменування Богородиця та інші Отці Церкви, такі як святитель Афанасій Олександрійський (330 р.), святитель Єпіфаній Кіпрський (кін. IV ст.), Іоанн Златоуст (400 р.) і Августин. До кінця IV століття найменування «Богородиця» стало фактичним критерієм православного сповідання віри. Так, Григорій Богослов пише (370 р.): «Якщо хто не визнає Марію Богородицею, то він відлучений від Божества». Не менш рішуче висловлюється і преподобний Єфрем Сирін: «Хто заперечує, що Марія народила Бога, той не побачить слави Божества Його».

## III Вселенський собор
Нарешті в 431 році найменування «Богородиця» було догматично закріплено III Вселенським собором: «Хто не сповідує Еммануїла істинним Богом, і тому святу Діву Богородицею, оскільки Вона по плоті народила Слово, суще від Бога Отця, що стало плоттю, нехай буде проклятий». Необхідність догматичного визнання Богоматеринство була викликана єрессю несторіан, які вважали, що Марія народила просту людину Ісуса, в якого потім вселився Бог, і тому іменували її Хрістородіцей.
Найбільш діяльним прихильником догмату про Богоматеринство був святитель Кирило Александрійський, якому протистояв Несторій. Так, Кирило писав останньому: «Якщо слово і злетіло з вуст і, припустимо, воно поширилося вже в народі, цьому ще можна допомогти переглядом своїх слів. Повір, що найкращим ділом у цьому разі буде сказати тим, що спокушаються, слово і назвати Святу Діву Богородицею …». Доводячи, що найменування «Богородиця» має давню традицію, святитель Кирило писав: «завжди … свята Діва Марія називається Богородицею. … Я послав би до вас багато творів святих отців, в яких можна знайти не в одному, а в багатьох місцях слова, якими сповідається, що свята Діва Марія є Богородиця». У посланні до Акакія, єпископу Веррійскому, святитель Кирило писав: «З писань отців я бачу, що пріснопам'ятний єпископ Афанасій часто називає Її Богородицею; також блаженний отець наш Феофіл і багато інших зі святих єпископів, які жили в різний час: Василь, Григорій, Аттик. Ніхто з учителів, зрозуміло православних, не боявся називати Її Богородицею, вважаючи це істинним так само, як істинно, що Еммануїл є Бог». Про те ж він пише і в посланні до папи Целестину: «… Все, які є по всій всесвіту православні єпископи і миряни сповідують, що Христос є Бог і що Діва, яка народила Його, є Богородиця …».
Поняття «Богоматеринство» зустрічається в літургіях Тадея і Марії та Якова Праведного.
Поширення в різних течіях християнства
Прийняття догмату про Богоматеринство було кроком у відповідь на несторианское вчення. З тих пір всі християни, за винятком несторіан, визнавали Діву Марію Богородицею. Лише в новий час з появою течій, що відкидають Тройцю, частина людей, які називають себе християнами, відкидають Богоматеринство Марії. Такі в цілому серед сучасних християн складають близько 1,3 %.